# Backtracks (альбом)
Backtracks — бокс-сет австралийской хард-рок-группы AC/DC, выпущенный 10 ноября 2009 года. Второй бокс-сет коллектива, после Bonfire. Представляет собой сборник раритетных студийных и концертных записей, ранее не выпускавшихся официально для международной аудитории. Все песни были ремастированы, чтобы соответствовать звуку в переизданных в 2003 году альбомах группы (серия AC/DC Remasters). Многие композиции издавались на CD впервые.
Существовало две версии издания: стандартная и делюкс-версия (Deluxe Edition). Делюкс-версия, распространявшаяся исключительно через официальный сайт AC/DC, включала в себя 6 дисков разных форматов: 3 CD, 2 DVD, 1 LP, 164-страничную книгу-фотоальбом в твёрдом переплёте и некоторые памятные вещи, упакованные в коробку, имитирующую корпус гитарного усилителя. На одном CD находились редкостные студийные записи группы, такие как версии титульных треков 12-дюймовых синглов, композиции ранее издававшиеся только на сторонах «Б» некоторых синглов или же материалы, выходившие только в Австралии или Великобритании. 2 других компакт-диска содержали концертные записи, до этого издававшиеся на различных синглах, проморелизах или саундтреках. DVD-диски содержали в себе следующие: первый диск позиционировался как дополнение к вышедшему в 2005 году двухдисковому видеосборнику Family Jewels и носил соответствующее название Family Jewels Disc 3. На втором DVD была запись целого выступления квинтета в цирке Кроне (Мюнхен, Германия) в 2003 году.
Стандартная версия содержала 2 компакт-диска и 1 DVD. Один CD включал раритетные студийные записи, второй — избранные концертные. DVD содержал Family Jewels Disc 3. Стандартное издание вышло в тот же день, что и делюкс-версия.

## Предпосылки и продвижение
В 2008 году, после восьмилетнего перерыва, австралийский квинтет выпустил новый студийный альбом Black Ice. А также впервые за долгие годы отправился в крупное турне. Сама пластинка заняла первые строчки хит-парадов в десятках стран, а концертные выступления пользовались ажиотажным спросом. Реагируя на него, ансамбль был вынужден расширить всемирный гастрольный тур, продлившийся в итоге более полутора лет и ставший одним из самых успешных за всю историю наблюдений. В целях дополнительного повышения слушательского интереса, было принято решение о выпуске подборки студийных и концертных редкостей и сувенирной продукции в формате бокс-сета. В отличие от аналогичного сборника 1997 года, этот должен был охватывать обе карьерные инкарнации музыкального коллектива, как с Боном Скоттом, так и с Брайаном Джонсоном, на всём протяжении их творческого пути.
В четверг, 24 сентября 2009 года, за несколько дней до официального объявления о подробностях релиза, на официальном YouTube-канале AC/DC был опубликован 20-секундный тизер с рекламой веб-сайта acdcbacktracks.com. На протяжении четырёх следующих дней тенденция появления новых рекламных роликов на канале продолжилась, каждый день презентовался небольшой клип с фрагментами архивных видеоматериалов бокс-сета, подогревая тем самым любопытство аудитории. Наконец, 29 сентября в средствах массовой информации были обнародованы все подробности предстоящего проекта. Из них следовало, что бок-сет выпускался в двух версиях, стандартной, состоящей из двух компакт-дисков и одного DVD, и расширенной делюкс-версии, подробно рассмотренной ниже. Оба варианта становились доступны с 10 ноября 2009 года, причём в широкую продажу поступала только стандартная версия. Тираж делюкс-версии был ограничен 50 000 копиями, которые распространялись исключительно через специально созданный для этого сайт acdcbacktracks.com. Стоимость этой комплектации равнялась 199 долларам США, её отгрузки начинались с 11 ноября 2009 года, срок доставки оценивался в 3—9 дней в зависимости от местоположения покупателя.

## Содержание

### Делюкс-версия

#### Гитарный усилитель
Внешне представлял собой ящик размерами 30х30х10 сантиметров, напоминавший старый гитарный усилитель переменного / постоянного тока, похожий на те, которые использовала группа. В этом стилизованном под ретроусилитель ящике находились все предметы, входившие в комплект бокс-сета. На задней стенке «корпуса колонки усилителя» распылителем был нанесён логотип группы, в 1975 году Малькольм и Ангус Янги маркировали свои усилители также. На «голове» усилителя находилась ручка, за которую её можно было снять с «корпуса», открыв доступ к внутреннему содержимому. «Голова» также являлась действующим 1-ваттным гитарным усилителем, который был одним из коллекционных предметов бокс-сета. В подтверждение работоспособности устройства, в период рекламной кампании Backtracks был снят видеоролик, в котором гитарист AC/DC Ангус Янг подключался к нему и наигрывал аккорды «Back in Black» и «Highway to Hell». Усилитель запитывался от 9-вольтовой батарейки и оснащался небольшим встроенным динамиком на верхней панели. На панели управления располагались действующий входной разъём и бутафорские регуляторы громкости и усиления. Гитару можно было подключить с помощью стандартного гитарного монокабеля 6,3 мм, сам кабель в комплект поставки не включался.

#### 164-страничная фотокнига
Богато иллюстрированный альбом в твёрдой обложке содержал множество редких и ранее не публиковавшихся фотографий за период с 1974 по 2009 год, а также полноразмерные репринты оригинальных пресс-релизов; расписания гастролей; буклетов, выпускавшихся в поддержку концертных туров; тестовых этикеток пластинок; рекламных флаеров и многого другого. Подборка фотоснимков включала ранее неизвестные широкой публике кадры с сиднейской студии Albert Music с продюсерами Гарри Вандой и Джорджем Янгом, сделанные в 1977 году, а также фото с концертов по всему миру.

#### Набор сувениров
Коллекция бокс-сета, помимо усилителя, книги-фотоальбома и дисков с музыкой, дополнялась массой атрибутики. Среди памятных вещей были:
- 2-дюймовый значок с надписью «I Do It for AC/DC» и одной из ранних фотографий с Ангусом Янгом на переднем плане[7] — копия самого первого элемента рекламно-сувенирной продукции группы[9][13];
- наклейка в виде школьной кепки[англ.] Ангуса Янга с логотипом группы — также копирующая первые образцы мерча[13];
- репродукция флаера из журнала Sounds с первого британского концертного тура Lock Up Your Daughters[9][13];
- копия музыкальной справки из студии Albert Music периода записи Dirty Deeds Done Dirt Cheap — это документ в виде таблицы с указанием всех музыкальных элементов, используемых в аудио-визуальном произведении[9][13];
- временная татуировка Бона Скотта — смываемое изображение попугая, имитирующее татуировку на предплечье фронтмена с обложки австралийского релиза Dirty Deeds Done Dirt Cheap. Бон Скотт носил подобную наколку на своём плече[9][13];
- гитарный медиатор — копия медиаторов с логотипом группы, выпущенных единожды ограниченным тиражом в 1975 году[9][13];
- «100-долларовая купюра» — сувенирная банкнота на основе 100-долларовой[англ.] купюры Австралии периода 1984—1996 годов, где вместо изображения астронома Джона Теббутта расположен фотопортрет Ангуса Янга, держащего в руках две сферических гранаты с зажжёнными фитилями. Данный сувенир является отсылкой к баксам Ангуса[англ.], рассыпавшихся над публикой во время исполнения «Moneytalks» в турне Razors Edge World Tour[англ.] 1990—1991 годов[9][13];
- набор из трёх литографических открыток на плотной акварельной бумаге посвященных AC/DC, размером 20х25 сантиметров[9][13];
- постер европейской части тура Let There Be Rock Tour 1977 года — размер 60х90 сантиметров[9][13].

## Список композиций

### Делюкс-версия
3xCD, 2xDVD, LP (Columbia Records – каталожный номер: 88697540982)

#### CD 1 — Studio Rarities
Диск содержал раритетные студийные записи, до этого издававшиеся только в австралийских версиях альбомов и синглов группы, саундтреках к фильмам, 7" и 12" синглах за весь карьерный путь ансамбля. Многие из них впервые были опубликованы на компакт-диске. 12 из 18-ти треков прошли процесс ремастеринга, чтобы соответствовать критериям качества звучания остальной часть бэк-каталога AC/DC переизданного в то время Columbia Records. 6 остальных композиций, как было заявлено, являлись оригинальными версиями треков из австралийских изданий альбомов группы. Тем не менее композиции «Rocker» и «High Voltage» в данном релизе завершаются постепенным затиханием звука, тогда как оригинальные версии этих песен на австралийских изданиях резко обрываются. Эта ошибка была исправлена только в ноябре 2012 года, когда весь каталог AC/DC (за исключением австралийских релизов) стал доступен на iTunes, и в цифровой версии Backtracks представлены полноценные варианты «Rocker» и «High Voltage», соответствовавшие австралийским исходникам. Полные, оригинальные австралийские версии «Dirty Deeds Done Dirt Cheap» и «Ain’t No Fun (Waitin’ ’Round to Be a Millionaire)», присутствовавшие на этом диске бокс-сета, уже ранее издавались ATCO Records в 1994 году при международном переиздании лонгплея 1976 года, однако последующее переиздание 2003 года в рамках серии AC/DC Remasters от Columbia Records опять содержало укороченные версии.
CD 1 — Studio Rarities
Слова и музыка всех песен — написаны Ангусом Янгом, Малькольмом Янгом и Боном Скоттом, кроме отмеченных.
| №                   | Название                                                                           | Автор(ы)                        | Оригинальное издание и год | Длительность |
| ------------------- | ---------------------------------------------------------------------------------- | ------------------------------- | --- | ------------ |
| 1.                  | «High Voltage» (только в делюкс-версии)                                            |                                 | T.N.T. (австралийское издание) (1975) | 4:18         |
| 2.                  | «Stick Around»                                                                     |                                 | High Voltage (австралийское издание) (1975)                                                                                              | 4:39         |
| 3.                  | «Love Song»                                                                        |                                 | High Voltage (австралийское издание) (1975)                                                                                              | 5:14         |
| 4.                  | «It’s a Long Way to the Top (If You Wanna Rock ’n’ Roll)» (только в делюкс-версии) |                                 | T.N.T. (австралийское издание) (1975) | 5:13         |
| 5.                  | «Rocker» (только в делюкс-версии)                                                  |                                 | T.N.T. (австралийское издание) (1975) | 2:54         |
| 6.                  | «Fling Thing»                                                                      | народная, аранжировка: Янг, Янг | «Jailbreak» (7" сингл) (1976) | 2:00         |
| 7.                  | «Dirty Deeds Done Dirt Cheap» (только в делюкс-версии)                             |                                 | Dirty Deeds Done Dirt Cheap (австралийское издание) (1976)                                                                               | 4:11         |
| 8.                  | «Ain’t No Fun (Waitin’ Round to Be a Millionaire)» (только в делюкс-версии)        |                                 | Dirty Deeds Done Dirt Cheap (австралийское издание) (1976)                                                                               | 7:31         |
| 9.                  | «R.I.P. (Rock in Peace)»                                                           |                                 | Dirty Deeds Done Dirt Cheap (австралийское издание) (1976)                                                                               | 3:35         |
| 10.                 | «Carry Me Home»                                                                    |                                 | «Dog Eat Dog» (7" сингл) (1977) | 3:57         |
| 11.                 | «Crabsody in Blue»                                                                 |                                 | Let There Be Rock (австралийское издание) (1977)                                                                                         | 4:43         |
| 12.                 | «Cold Hearted Man»                                                                 |                                 | Powerage (европейское издание) (1978) | 3:36         |
| 13.                 | «Who Made Who» (только в делюкс-версии)                                            | Янг, Янг, Брайан Джонсон        | «Who Made Who» (12" сингл) (1986) | 4:51         |
| 14.                 | «Snake Eye»                                                                        | Янг, Янг, Джонсон               | «Heatseeker» (CD-сингл) (1988) | 3:17         |
| 15.                 | «Borrowed Time»                                                                    | Янг, Янг, Джонсон               | «That’s the Way I Wanna Rock ’n’ Roll» и «Moneytalks» (12" сингл, CD-сингл) (1988 и 1990)                                                | 3:45         |
| 16.                 | «Down on the Borderline»                                                           | Янг, Янг, Джонсон               | «Moneytalks» (австралийский 7" сингл, 12" сингл, CD-сингл) (1990)                                                                        | 4:14         |
| 17.                 | «Big Gun»                                                                          | Янг, Янг                        | «Big Gun» (7" сингл, 12" сингл, CD-сингл) и Last Action Hero Official Movie Soundtrack (саундтрек к фильму «Последний киногерой») (1993) | 4:20         |
| 18.                 | «Cyberspace»                                                                       | Янг, Янг                        | «Safe in New York City» (CD-сингл) и Stiff Upper Lip (австралийский бонус-CD) (2001)                                                     | 2:56         |
| Общая длительность: | Общая длительность:                                                                | Общая длительность:             | Общая длительность: | 75:14        |

#### CD 2 и 3 — Live Rarities
На CD 2 и 3 собрана коллекция концертных раритетов группы из синглов, промо CD, компиляций и прочих релизов. Все песни были ремастированы из оригинального источника.
Диск 2 — Live Rarities
Слова и музыка всех песен — написаны Ангусом Янгом, Малькольмом Янгом и Боном Скоттом, кроме отмеченных.
| №                   | Название | Автор(ы)            | Оригинальное издание и год | Длительность |
| ------------------- | --- | ------------------- | --- | ------------ |
| 1.                  | «Dirty Deeds Done Dirt Cheap» (запись с концерта на сиднейском фестивале, Хеймаркет, Сидней, 30 января 1977)                                                  |                     | Long Live the Evolution (сборник различных исполнителей) (1977)                                                                    | 5:10         |
| 2.                  | «Dog Eat Dog» (запись с концерта в Apollo Theatre, Глазго, Шотландия, 30 апреля 1978)                                                                         |                     | «Whole Lotta Rosie» (7" сингл) (1978)                                                                                              | 4:30         |
| 3.                  | «Live Wire» (запись с концерта в Hammersmith Odeon, Лондон, 2 ноября 1979)                                                                                    |                     | «Touch Too Much» (12" сингл) (1980)                                                                                                | 5:06         |
| 4.                  | «Shot Down in Flames» (запись с концерта в Hammersmith Odeon, Лондон, 2 ноября 1979)                                                                          |                     | «Touch Too Much» (12" сингл) (1980)                                                                                                | 3:28         |
| 5.                  | «Back in Black» (запись с концерта в Capital Centre, Лэндовер, Мэриленд, 20 декабря 1981)                                                                     | Янг, Янг, Джонсон   | «Let’s Get It Up» (12" сингл) (1982)                                                                                               | 4:19         |
| 6.                  | «T.N.T.» (запись с концерта в Capital Centre, Лэндовер, Мэриленд, 20 декабря 1981)                                                                            |                     | «Let’s Get It Up» (12" сингл) (1982)                                                                                               | 3:53         |
| 7.                  | «Let There Be Rock» (запись с концерта в Capital Centre, Лэндовер, Мэриленд, 20 декабря 1981)                                                                 |                     | «For Those About to Rock» (7" сингл) (1982)                                                                                        | 7:30         |
| 8.                  | «Guns for Hire» (запись с концерта в «Джо Луис Арене», Детройт, Мичиган, 17 ноября 1983)                                                                      | Янг, Янг, Джонсон   | «Who Made Who» (7" сингл) (1986)                                                                                                   | 5:23         |
| 9.                  | «Sin City» (запись с концерта в «Джо Луис Арене», Детройт, 17 ноября 1983 — только в делюкс-версии)                                                           |                     | «Nervous Shakedown» (12" сингл) (1984)                                                                                             | 5:31         |
| 10.                 | «Rock and Roll Ain’t Noise Pollution» (запись с концерта в «Джо Луис Арене», Детройт, 17 ноября 1983)                                                         | Янг, Янг, Джонсон   | «Nervous Shakedown» (12" сингл) (1984)                                                                                             | 4:11         |
| 11.                 | «This House Is on Fire» (запись с концерта в «Джо Луис Арене», Детройт, 17 ноября 1983)                                                                       | Янг, Янг, Джонсон   | «Nervous Shakedown» (12" сингл) (1984)                                                                                             | 3:23         |
| 12.                 | «You Shook Me All Night Long» (запись с концерта в «Джо Луис Арене», Детройт, 17 ноября 1983)                                                                 | Янг, Янг, Джонсон   | «You Shook Me All Night Long» (12" сингл) (1986)                                                                                   | 3:27         |
| 13.                 | «Jailbreak» (запись с концерта в Reunion Arena, Даллас, Техас, 12 октября 1985)                                                                               |                     | «Shake Your Foundations» (12" сингл) (1986)                                                                                        | 13:21        |
| 14.                 | «Shoot to Thrill» (запись с концерта на фестивале Monsters of Rock, Касл-Донингтон, Лестершир, Англия, 17 августа 1991 — только в делюкс-версии)              | Янг, Янг, Джонсон   | «Dirty Deeds Done Dirt Cheap» (CD-сингл), 5 Titres Inedits en Concert (французский 5-трековое CD-издание) (1992)                   | 5:29         |
| 15.                 | «Hell Ain’t a Bad Place to Be» (запись с концерта на фестивале Monsters of Rock, Касл-Донингтон, Лестершир, Англия, 17 августа 1991 — только в делюкс-версии) |                     | «Highway to Hell» (макси-CD-сингл), Live (японская версия), 5 Titres Inedits en Concert (французский 5-трековое CD-издание) (1992) | 4:29         |
| Общая длительность: | Общая длительность: | Общая длительность: | Общая длительность: | 80:10        |

Все треки диска 3 издавались только в делюкс-версии альбома, кроме тех, где указано другое.
Диск 3 — Live Rarities
Слова и музыка всех песен — написаны Ангусом Янгом, Малькольмом Янгом и Боном Скоттом, кроме отмеченных.
| №                   | Название | Автор(ы)            | Оригинальное издание и год                                                                          | Длительность |
| ------------------- | --- | ------------------- | --------------------------------------------------------------------------------------------------- | ------------ |
| 1.                  | «High Voltage» (запись с концерта на фестивале Monsters of Rock, Касл-Донингтон, Лестершир, Англия, 17 августа 1991)                |                     | «Highway to Hell» (макси-CD-сингл) (1992)                                                           | 9:22         |
| 2.                  | «Hells Bells» (запись с концерта на фестивале Monsters of Rock, Касл-Донингтон, Лестершир, Англия, 17 августа 1991)                 | Янг, Янг, Джонсон   | «Highway to Hell» (макси-CD-сингл) (1992)                                                           | 5:53         |
| 3.                  | «Whole Lotta Rosie» (запись с концерта на фестивале Monsters of Rock, Касл-Донингтон, Лестершир, Англия, 17 августа 1991)           |                     | «Hail Caesar» (CD-сингл) (1995)                                                                     | 4:42         |
| 4.                  | «Dirty Deeds Done Dirt Cheap» (запись с концерта на фестивале Monsters of Rock, Касл-Донингтон, Лестершир, Англия, 17 августа 1991) |                     | «Dirty Deeds Done Dirt Cheap» (CD-сингл) (1992)                                                     | 4:51         |
| 5.                  | «Highway to Hell» (запись с концерта на Тушинском аэрополе, Москва, 28 сентября 1991 — также в стандартной версии)                  |                     | 5 Titres Inedits En Concert (французское 5-трековое CD-издание) (1992)                              | 4:00         |
| 6.                  | «Back in Black» (запись с концерта на Тушинском аэрополе, Москва, 28 сентября 1991)                                                 | Янг, Янг, Джонсон   | 5 Titres Inedits En Concert (французское 5-трековое CD-издание) (1992), «Big Gun» (CD-сингл) (1993) | 4:10         |
| 7.                  | «For Those About to Rock» (запись с концерта на Тушинском аэрополе, Москва, 28 сентября 1991 — также в стандартной версии)          | Янг, Янг, Джонсон   | «Big Gun» (CD-сингл) (1993)                                                                         | 6:54         |
| 8.                  | «Ballbreaker» (запись с концерта в арене Лас-Вентас, Мадрид, 10 июля 1996)                                                          | Янг, Янг            | Stiff Upper Lip (CD-сингл, австралийский бонус-CD) (2001)                                           | 4:40         |
| 9.                  | «Hard as a Rock» (запись с концерта в арене Лас-Вентас, Мадрид, 10 июля 1996)                                                       | Янг, Янг            | «3 Live Tracks» (No Bull промо CD-сингл), Stiff Upper Lip (CD-сингл, австралийский бонус-CD) (2001) | 4:50         |
| 10.                 | «Dog Eat Dog» (запись с концерта в арене Лас-Вентас, Мадрид, 10 июля 1996)                                                          |                     | «3 Live Tracks» (No Bull промо CD-сингл) (1996)                                                     | 4:46         |
| 11.                 | «Hail Caesar» (запись с концерта в арене Лас-Вентас, Мадрид, 10 июля 1996)                                                          | Янг, Янг            | «3 Live Tracks» ( No Bull промо CD-сингл) (1996)                                                    | 5:28         |
| 12.                 | «Whole Lotta Rosie» (запись с концерта в арене Лас-Вентас, Мадрид, 10 июля 1996)                                                    |                     | «Satellite Blues» (CD-сингл), Stiff Upper Lip (австралийский бонус-CD) (2001)                       | 5:26         |
| 13.                 | «You Shook Me All Night Long» (запись с концерта в арене Лас-Вентас, Мадрид, 10 июля 1996)                                          | Янг, Янг, Джонсон   | Private Parts (саундтрек к фильму «Части тела») (1997)                                              | 4:01         |
| 14.                 | «Safe in New York City» (запись с концерта в «Америка Уэст-арене», Финикс, Аризона, 13 сентября 2000 — также в стандартной версии)  | Янг, Янг            | «Safe in New York City» (австралийский промо CD-сингл) (2000)                                       | 3:54         |
| Общая длительность: | Общая длительность: | Общая длительность: | Общая длительность:                                                                                 | 72:57        |

#### DVD 1 — Family Jewels Disc 3
Один из двух DVD-дисков бокс-сета позиционировался как продолжение видеосборника Family Jewels, первые 2 диска которого были выпущены в 2005 году. На них были представлены видеоклипы с 1975 по 1991 годы. Материалы данного диска, получившего название Family Jewels Disc 3, начинаются с 1993 года роликом к песне «Big Gun», представленной также на компакт-диске Studio Rarities, и заканчиваются клипами из студийного альбома AC/DC Black Ice 2009 года. Кроме того, третий диск включает альтернативные варианты некоторых видео периода до 1993 года, как с Брайаном Джонсоном, так и с Боном Скоттом. Помимо официальных клипов в качестве бонуса на Family Jewels Disc 3 были несколько песен ранее представленных в двух первых частях серии Family Jewels, но к которым было снято более одного промоклипа. Альтернативные видео впервые появились на DVD.

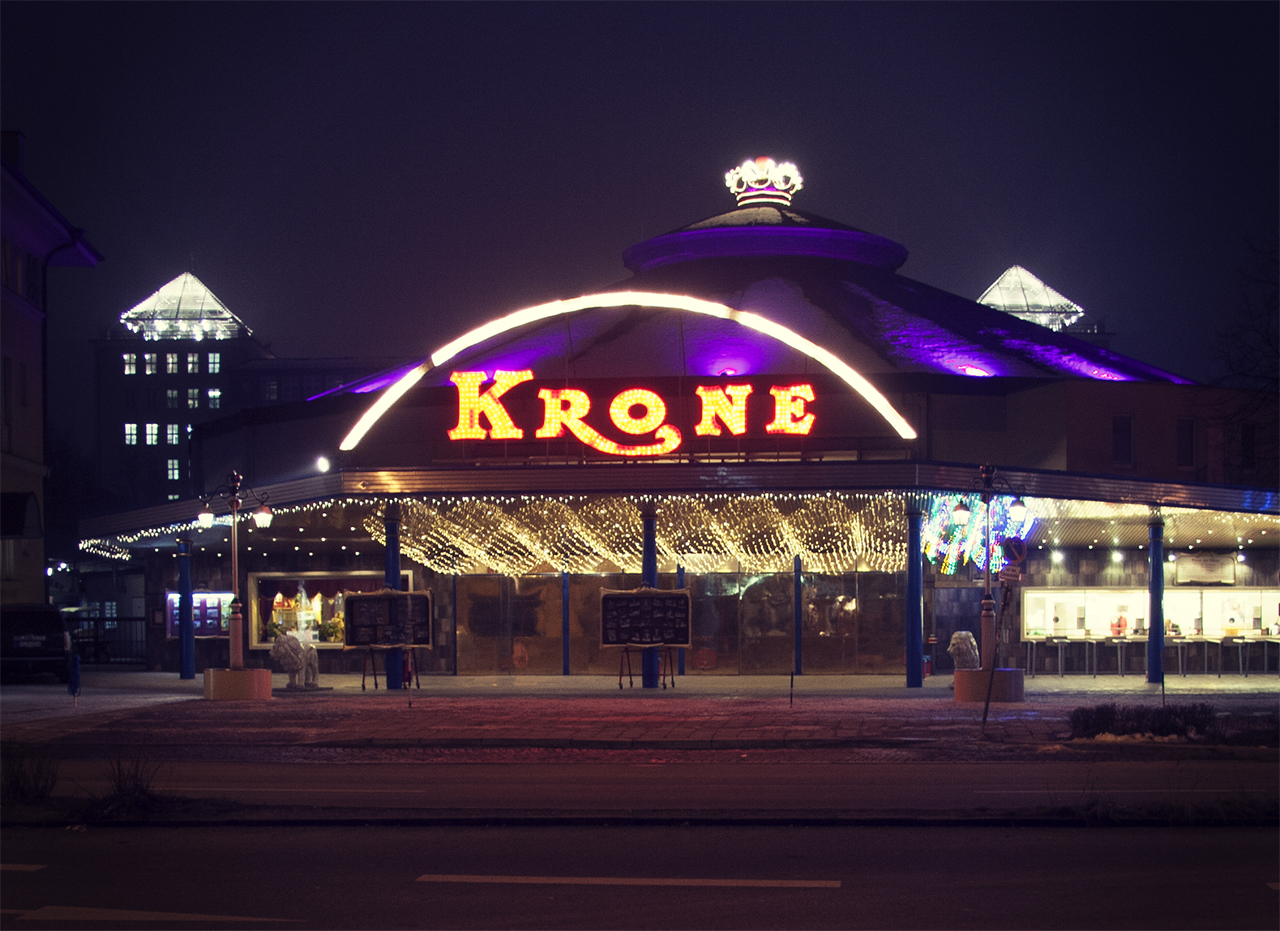
Здание цирка Кроне в вечернее время

| №  | Название                                                                                         | Длительность |
| -- | ------------------------------------------------------------------------------------------------ | ------------ |
| 1. | «Big Gun» (видеоклип в поддержку фильма «Последний киногерой», май 1993)                         | 4:33         |
| 2. | «Hard as a Rock» (видеоклип из двенадцатого международного альбома Ballbreaker, август 1995)     | 4:34         |
| 3. | «Hail Caesar» (видеоклип из Ballbreaker, ноябрь 1995)                                            | 4:32         |
| 4. | «Cover You in Oil» (видеоклип из Ballbreaker, ноябрь 1995)                                       | 4:37         |
| 5. | «Stiff Upper Lip» (видеоклип из тринадцатого международного альбома Stiff Upper Lip, март 2000)  | 3:57         |
| 6. | «Satellite Blues» (видеоклип из Stiff Upper Lip, май 2000)                                       | 3:55         |
| 7. | «Safe in New York City» (видеоклип из Stiff Upper Lip, май 2000)                                 | 4:05         |
| 8. | «Rock ’N Roll Train» (видеоклип из четырнадцатого международного альбома Black Ice, август 2008) | 4:25         |
| 9. | «Anything Goes» (видеоклип из Black Ice, февраль 2009)                                           | 3:28         |

| №                   | Название | Длительность |
| ------------------- | --- | ------------ |
| 10.                 | «Jailbreak» (альтернативный видеоклип из Dirty Deeds Done Dirt Cheap, промоклип Albert Productions, начало 1976)                                                    | 4:30         |
| 11.                 | «It’s a Long Way to the Top (If You Wanna Rock ’n’ Roll)» (альтернативный видеоклип из High Voltage, промоклип Countdown (City Park version), снят 23 февраля 1976) | 5:18         |
| 12.                 | «Highway to Hell» (промоклип из Highway to Hell, июль 1979) | 3:33         |
| 13.                 | «You Shook Me All Night Long» (промоклип из Back in Black, июль 1980)                                                                                               | 3:35         |
| 14.                 | «Guns for Hire» (промоклип из Flick of the Switch, октябрь 1983) | 3:30         |
| 15.                 | «Dirty Deeds Done Dirt Cheap» (запись выступления на фестивале Monsters of Rock, 17 августа 1991 года)                                                              | 4:47         |
| 16.                 | «Highway to Hell» (запись выступления на фестивале Monsters of Rock, 17 августа 1991 года)                                                                          | 3:51         |
| 17.                 | «Создание «Hard as a Rock» (бонус-видео) | 17:00        |
| 18.                 | «Создание «Rock ’n’ Roll Train» (бонус-видео) | 3:32         |
| Общая длительность: | Общая длительность: | 87:42        |

#### DVD 2 — Live at the Circus Krone
2003 год ознаменовался введением AC/DC в Зал славы рок-н-ролла, а также участием группы в европейском турне Licks Tour The Rolling Stones. Наряду с выступлениями на крупных площадках коллектив решил вернуться к своим корням, дав серию концертов в клубах и театрах, где исполнял ряд раритетов, не звучавших со сцены долгие годы. Подобное шоу было снято на видео в здании цирка Кроне, в Мюнхене, 17 июня 2003 года. Запись этого представления доступна только в делюкс-версии данного бокс-сета в виде второго DVD-диска.
Ранее несколько треков из этой записи было использовано в ещё одном видео-бокс-сете Plug Me In, поступившем в продажу в 2007 году. По состоянию на январь 2023 года на официальном YouTube-канале выложены в свободный доступ 6 видеоклипов с мюнхенского концерта («Hell Ain’t a Bad Place to Be», «Rock ’n’ Roll Ain’t Noise Pollution», «Rock ’n’ Roll Damnation», «Shoot to Thrill», «Stiff Upper Lip», «Thunderstruck»).
В ноябре 2012 года Live at the Circus Krone вместе с остальными видеоальбомами группы был загружен на iTunes Store.
| №                   | Название                                  | Оригинальное издание и год                     | Длительность |
| ------------------- | ----------------------------------------- | ---------------------------------------------- | ------------ |
| 1.                  | «Introduction»                            | —                                              | 1:48         |
| 2.                  | «Hell Ain’t a Bad Place to Be»            | Let There Be Rock (1977)                       | 4:29         |
| 3.                  | «Back in Black»                           | Back in Black (1980)                           | 3:54         |
| 4.                  | «Stiff Upper Lip»                         | Stiff Upper Lip (2000)                         | 3:52         |
| 5.                  | «Shoot to Thrill»                         | Back in Black (1980)                           | 5:29         |
| 6.                  | «Thunderstruck»                           | The Razor’s Edge (1990)                        | 5:21         |
| 7.                  | «Rock ’n’ Roll Damnation»                 | Powerage (1978)                                | 3:45         |
| 8.                  | «What’s Next to the Moon»                 | Powerage (1978)                                | 4:15         |
| 9.                  | «Hard as a Rock»                          | Ballbreaker (1995)                             | 4:31         |
| 10.                 | «Bad Boy Boogie»                          | Let There Be Rock (1977)                       | 11:46        |
| 11.                 | «The Jack»                                | T.N.T. (1975)                                  | 6:36         |
| 12.                 | «If You Want Blood (You’ve Got It)»       | Highway to Hell (1979)                         | 5:28         |
| 13.                 | «Hells Bells»                             | Back in Black (1980)                           | 5:41         |
| 14.                 | «Dirty Deeds Done Dirt Cheap»             | Dirty Deeds Done Dirt Cheap (1976)             | 4:42         |
| 15.                 | «Rock ’n’ Roll Ain’t Noise Pollution»     | Back in Black (1980)                           | 4:57         |
| 16.                 | «T.N.T.»                                  | T.N.T. (1975)                                  | 3:34         |
| 17.                 | «Let There Be Rock»                       | Let There Be Rock (1977)                       | 8:24         |
| 18.                 | «Highway to Hell»                         | Highway to Hell (1979)                         | 3:50         |
| 19.                 | «For Those About to Rock (We Salute You)» | For Those About to Rock (We Salute You) (1981) | 6:55         |
| 20.                 | «Whole Lotta Rosie»                       | Let There Be Rock (1977)                       | 5:36         |
| Общая длительность: | Общая длительность:                       | Общая длительность:                            | 104:53       |

#### LP — Rarities
Завершал набор физических носителей с музыкой бокс-сета в делюкс-версии — утяжелённая аудиофильская грампластинка весом 180 граммов. Она носила название Rarities и содержала 12 избранных композиций с компакт-диска Studio Rarities. Все они прошли особый мастеринг для наилучшего соответствия возможностям виниловых дисков.
| №  | Название                | Длительность |
| -- | ----------------------- | ------------ |
| 1. | «Stick Around»          | 4:44         |
| 2. | «Love Song»             | 5:20         |
| 3. | «Fling Thing»           | 2:02         |
| 4. | «R.I.P (Rock in Peace)» | 3:36         |
| 5. | «Carry Me Home»         | 3:55         |
| 6. | «Crabsody in Blue»      | 4:47         |

| №                   | Название                 | Длительность |
| ------------------- | ------------------------ | ------------ |
| 1.                  | «Cold Hearted Man»       | 3:35         |
| 2.                  | «Snake Eye»              | 3:19         |
| 3.                  | «Borrowed Time»          | 3:47         |
| 4.                  | «Down on the Borderline» | 4:15         |
| 5.                  | «Big Gun»                | 4:18         |
| 6.                  | «Cyberspace»             | 2:56         |
| Общая длительность: | Общая длительность:      | 46:34        |

### Стандартная версия
Стандартная версия ограничивалась двумя компакт-дисками (1 со студийными и 1 с концертными раритетами) и 1 DVD (с третьей частью Family Jewels).
Диск 1 — Studio Rarities
| №                   | Название                 | Длительность |
| ------------------- | ------------------------ | ------------ |
| 1.                  | «Stick Around»           | 4:39         |
| 2.                  | «Love Song»              | 5:15         |
| 3.                  | «Fling Thing»            | 2:00         |
| 4.                  | «R.I.P. (Rock in Peace)» | 3:35         |
| 5.                  | «Carry Me Home»          | 3:57         |
| 6.                  | «Crabsody in Blue»       | 4:43         |
| 7.                  | «Cold Hearted Man»       | 3:36         |
| 8.                  | «Snake Eye»              | 3:17         |
| 9.                  | «Borrowed Time»          | 3:45         |
| 10.                 | «Down on the Borderline» | 4:14         |
| 11.                 | «Big Gun»                | 4:20         |
| 12.                 | «Cyberspace»             | 2:55         |
| Общая длительность: | Общая длительность:      | 46:16        |

| №                   | Название | Длительность |
| ------------------- | --- | ------------ |
| 1.                  | «Dirty Deeds Done Dirt Cheap» (запись с концерта на сиднейском фестивале, Хеймаркет, Сидней, 30 января 1977) | 5:10         |
| 2.                  | «Dog Eat Dog» (запись с концерта в Apollo Theatre, Глазго, Шотландия, 30 апреля 1978)                        | 4:30         |
| 3.                  | «Live Wire» (запись с концерта в Hammersmith Odeon, Лондон, 2 ноября 1979)                                   | 5:06         |
| 4.                  | «Shot Down in Flames» (запись с концерта в Hammersmith Odeon, Лондон, 2 ноября 1979)                         | 3:28         |
| 5.                  | «Back in Black» (запись с концерта в Capital Centre, Лэндовер, Мэриленд, 20 декабря 1981)                    | 4:19         |
| 6.                  | «T.N.T.» (запись с концерта в Capital Centre, Лэндовер, Мэриленд, 20 декабря 1981)                           | 3:53         |
| 7.                  | «Let There Be Rock» (запись с концерта в Capital Centre, Лэндовер, Мэриленд, 20 декабря 1981)                | 7:30         |
| 8.                  | «Guns for Hire» (запись с концерта в «Джо Луис Арене», Детройт, Мичиган, 17 ноября 1983)                     | 5:23         |
| 9.                  | «Rock and Roll Ain’t Noise Pollution» (запись с концерта в «Джо Луис Арене», Детройт, 17 ноября 1983)        | 4:11         |
| 11.                 | «This House Is on Fire» (запись с концерта в «Джо Луис Арене», Детройт, 17 ноября 1983)                      | 3:22         |
| 12.                 | «You Shook Me All Night Long» (запись с концерта в «Джо Луис Арене», Детройт, 17 ноября 1983)                | 3:27         |
| 13.                 | «Jailbreak» (запись с концерта в Reunion Arena, Даллас, Техас, 12 октября 1985)                              | 13:21        |
| 14.                 | «Highway to Hell» (запись с концерта на Тушинском аэрополе, Москва, 28 сентября 1991)                        | 3:59         |
| 15.                 | «For Those About to Rock» (запись с концерта на Тушинском аэрополе, Москва, 28 сентября 1991)                | 6:55         |
| 16.                 | «Safe in New York City» (запись с концерта в «Америка Уэст-арене», Финикс, Аризона, 13 сентября 2000)        | 3:54         |
| Общая длительность: | Общая длительность:                                                                                          | 78:28        |

| №  | Название                                                                                         | Длительность |
| -- | ------------------------------------------------------------------------------------------------ | ------------ |
| 1. | «Big Gun» (видеоклип в поддержку фильма «Последний киногерой», май 1993)                         | 4:33         |
| 2. | «Hard as a Rock» (видеоклип из двенадцатого международного альбома Ballbreaker, август 1995)     | 4:34         |
| 3. | «Hail Caesar» (видеоклип из Ballbreaker, ноябрь 1995)                                            | 4:32         |
| 4. | «Cover You in Oil» (видеоклип из Ballbreaker, ноябрь 1995)                                       | 4:37         |
| 5. | «Stiff Upper Lip» (видеоклип из тринадцатого международного альбома Stiff Upper Lip, март 2000)  | 3:57         |
| 6. | «Satellite Blues» (видеоклип из Stiff Upper Lip, май 2000)                                       | 3:55         |
| 7. | «Safe in New York City» (видеоклип из Stiff Upper Lip, май 2000)                                 | 4:05         |
| 8. | «Rock ’N Roll Train» (видеоклип из четырнадцатого международного альбома Black Ice, август 2008) | 4:25         |
| 9. | «Anything Goes» (видеоклип из Black Ice, февраль 2009)                                           | 3:28         |

| №                   | Название | Длительность |
| ------------------- | --- | ------------ |
| 10.                 | «Jailbreak» (альтернативный видеоклип из Dirty Deeds Done Dirt Cheap, промоклип Albert Productions, начало 1976)                                                    | 4:30         |
| 11.                 | «It’s a Long Way to the Top (If You Wanna Rock ’n’ Roll)» (альтернативный видеоклип из High Voltage, промоклип Countdown (City Park version), снят 23 февраля 1976) | 5:18         |
| 12.                 | «Highway to Hell» (промоклип из Highway to Hell, июль 1979) | 3:33         |
| 13.                 | «You Shook Me All Night Long» (промоклип из Back in Black, июль 1980)                                                                                               | 3:35         |
| 14.                 | «Guns for Hire» (промоклип из Flick of the Switch, октябрь 1983) | 3:30         |
| 15.                 | «Dirty Deeds Done Dirt Cheap» (запись выступления на фестивале Monsters of Rock, 17 августа 1991 года)                                                              | 4:47         |
| 16.                 | «Highway to Hell» (запись выступления на фестивале Monsters of Rock, 17 августа 1991 года)                                                                          | 3:51         |
| 17.                 | «Создание «Hard as a Rock» (бонус-видео) | 17:00        |
| 18.                 | «Создание «Rock ’n’ Roll Train» (бонус-видео) | 3:32         |
| Общая длительность: | Общая длительность: | 87:42        |

## Технический персонал
Информация приведена по сведениям баз данных Discogs и AllMusic.
| - Аль Квальери — продюсер - Сэм Хорсбург — продюсер - Майкл Лиди — менеджер проекта - Майкл Фрейзер — аудио-супервайзер - Крис Атенс — инженер мастеринга - Фил Ярналл — арт-директор, дизайнер - Арно Дюрье — подборка артефактов - Albert Productions — подборка артефактов, фотографии - Бэрри Пламмер — фотографии - Боб Кинг — фотографии - Колин Стед — фотографии - Эбет Робертс — фотографии - Джордж Боднар — фотографии | - Джордж Чин — фотографии - Джордж ДеСота — фотографии - Джеффри Майер — фотографии - Джим Хоутон — фотографии - Кевин Кейн — фотографии - Ларри Бусакка — фотографии - Люк МакГрегор — фотографии - Майкл Халсбенд — фотографии - Майкл Путланд — фотографии - Майк Кассезе — фотографии - Филип Моррис — фотографии - Сара Йоханнессен — фотографии - Стив Дабл — фотографии - Тони Моттрам — фотографии |

## Восприятие
| Совокупная оценка    | Совокупная оценка             |
| Источник             | Оценка                        |
| -------------------- | ----------------------------- |
| Metacritic           | 71/100                        |
| Оценки критиков      |                               |
| Источник             | Оценка                        |
| AllMusic             | [ 25 ]                        |
| The Austin Chronicle | [ 26 ]                        |
| BBC Music            | без оценки                    |
| Billboard            | [ 28 ] [ 29 ]                 |
| The Boston Phoenix   | [ 30 ]                        |
| Goldmine             | без оценки                    |
| The Guardian         | [ 32 ]                        |
| Laut.de              | [ 33 ]                        |
| Metal.de             | без оценки                    |
| Metal Hammer         | 6/7                           |
| PopMatters           | 7/10 (делюкс) 5/10 (стандарт) |
| Powermetal.de        | без оценки                    |
| Q                    | [ 38 ]                        |
| Uncut                | [ 39 ]                        |
| Under the Radar      | [ 40 ]                        |
| The Washington Post  | без оценки                    |

Музыкальная пресса в целом благоприятно восприняла выход Backtracks, что подтверждается средневзвешенной оценкой на Metacritic. Вне зависимости от индивидуального отношения к содержимому бокс-сета практически все рецензенты признавали высоко оценили оригинальность упаковки его делюкс-версии.
Также музыковеды были едины во мнении, что наибольшую коллекционную ценность в наборе имеет диск со студийными раритетами. Ярче других позицию скептиков сформулировал Майкл Ханн музыкальный редактор британской газеты The Guardian. «Есть причина, — пишет он, — по которой эти студийные треки являются редкостью. Ранние записи не были достаточно сильными, чтобы их можно было взять с оригинальных австралийских релизов AC/DC для включения в международные версии, а более поздние би-сайды представляют собой второсортные дубли знакомого шаблона». По мнению журналиста, единственным удивительным аспектом Backtracks стала «Love Song» 1975 года — первая и последняя на данный момент романтическая баллада в каталоге группы. В конце Ханн задавался вопросом: «Стоит ли платить бешеные деньги за одну песню, привлекательность которой основана скорее в её новизне, чем в её качестве?». Пол Эллиотт из Classic Rock счёл её звучание «очень и очень необычным» и сделал вывод, что «Бон не был создан для того, чтобы быть романтическим певцом». Другие, более позитивно настроенные обозреватели также выделяли «Love Song», но уже в качестве одной из многочисленных достопримечательностей коллекции. Так, Грег Моффит из BBC Music отметил её и инструментальную интерпретацию шотландской народной песни «The Bonnie Banks o’ Loch Lomond» — «Fling Thing», композициями, которые ломают традиционные устоявшиеся формы представления о AC/DC. Фрэнк Валиш из американского журнала Under the Radar также вывел оба трека на передний план, назвав «Fling Thing» дерзким прочтением фольклорной классики. Ещё бо́льшее впечатление на Валиша произвела «Love Song» в исполнении Бона Скотта: «После отрывистого гитарного риффа в духе „Thunderstruck“ песня превращается в нежную балладу… в конце которой Скотт практически плачет в рубашку Ангуса Янга, напевая: „Я люблю тебя, не уходи“». В целом рецензент посчитал, что подборка редкостей периода Скотта оправдывает весь набор. Такой пример, как «Stick Around», является ярким образчиком характерного звучания AC/DC, представляя тот самый заряженный грязный рок-н-ролл с фирменной чувственностью фронтмена, который привлекал многих фанатов на протяжении многих лет. С этой оценкой «Stick Around» был согласен и Роберт Левин из Billboard. А вот Полу Эллиотту из Classic Rock её гитарный рифф показался «напористым, но припев — никудышным». «R.I.P (Rock in Peace)» он охарактеризовал как шумную песню с простым посылом: «Отвали, пока я играю», а Стивен Томас Эрлевайн — «бесценным буги-вуги». Немецкий ресурс Powermetal.de определил «Carry Me Home» лучшей композицией на этом диске, вызывающей «особое удовольствие». Это застольная песня наполненная самой чёрной формой юмора. По мнению Джесси Финка, автора книги Bon: The Last Highway, будучи написанной Боном Скоттом, лирически она наилучшим образом отображает тягостную, неутешительную реальность его алкоголизма. Более того, она служит мрачным предзнаменованием его собственного конца. «Crabsody in Blue», названный американским журналом Goldmine «колючим блюзовым медляком», который своим каламбурным заглавием обыгрывает одно из самых известных произведений Джорджа Гершвина и выглядит юмористическим взглядом на последствия секса без надлежащей защиты. Пол Эллиотт прямо окрестил его второй частью «The Jack», известной композиции из дебютного международного альбома австралийского квинтета, также исследующей вопросы венерических заболеваний, и в своём рейтинге-анализе всех 57 треков Бона Скотта в AC/DC поставил «Crabsody in Blue» выше всех других раритетных студийных записей, представленных на данном бокс-сете. В «Cold Hearted Man», завершающей секцию треков Бона Скотта на Studio Rarities, Эллиотт увидел тёмную атмосферу, а в её медленном, крадущемся гитарном риффе и истории о таинственном одиночке с «льдом в глазах» — предчувствие надвигающегося несчастья. Эра Брайана Джонсона в треклисте студийных редкостей начинается с «Snake Eye» о жизни игрока в азартные игры. Рауль Эрнандес из The Austin Chronicle назвал её текст, одним из лучших текстов написанных Джонсоном, до тех пор пока братья Янг не взяли на себя все обязанности по написанию песен. Следующая за ней — «Borrowed Time», со слов Эрнандеса, мало чем уступала гораздо более раскрученной «Big Gun». В своей рецензии на бокс-сет немецкий журнал Metal Hammer перечислил среди его жемчужин, которые раскрывают ранее малоизвестные грани AC/DC, именно «Borrowed Time» и «Down on the Borderline». А Грег Моффит из BBC Music откликнулся о последней, как о «прекрасном примере песни, слишком хорошей, чтобы быть отправленной на оборотную сторону сингла». В отношении «Big Gun» взгляды критиков разделились. Портал Metal.de выражал недоумение наличием столь известного трека в сборнике раритетов, тогда как Зет Ланди, журналист издания The Boston Phoenix, наоборот радовался этому обстоятельству. "По крайней мере, мне больше не нужно проигрывать свою копию саундтрека к «Последнему киногерою» каждый раз, когда я хочу услышать «Big Gun», — писал он. Аналогичная ситуация произошла с завершающей компиляцию «Cyberspace». Старший редактор американской онлайн-базы данных AllMusic, Стивен Томас Эрлевайн, назвал её «небольшим изящным боевичком», а его коллега Тобиас Гербер из Metal Hammer — «примером, справедливо запылившимся на полках IKEA».
«На втором и третьем дисках собрано не менее 29 редких концертных треков 1977—2000 годов. Собранная в хронологическом порядке коллекция, от плохих парней с окровавленными костяшками пальцев, раскачивающих самые крутые бары Австралии, до сегодняшней безжалостной силы, разрушающей арены, жизнь группы представлена здесь во всей своей наэлектризованной, сногсшибательной красе».
Позиция критиков по концертным и видеозаписям бокс-сета варьировалась в зависимости от личных пристрастий и практичности. Наиболее радикально вновь высказался Майкл Ханн из The Guardian: «Никому, кроме самых преданных поклонников, не понадобятся концертные записи, учитывая огромное количество уже доступного живого материала». Under the Radar отозвался аналогичным образом: «Концертный диск — не нужен. Рекламные видеоклипы довольно интересны, но посмотреть их можно только один раз». Goldmine писал, что эта часть Backtracks «не так откровенна поскольку концертные хранилища ансамбля были разграблены и раньше», но всё же «AC/DC по прошествии всех этих лет по-прежнему безумны». Кристофер Портер из The Washington Post соглашался с тем, что «концертов AC/DC уже нет конца», но при этом приходил к выводу, что «проблема с концертными записями — и почему группа так неизменно хороша лично — заключается в том, что они звучат почти так же, как студийные версии». Metal Hammer, анализируя представленную на Live Rarities подборку, обращал внимание, что такие вещи как «Dirty Deeds Done Dirt Cheap», «Back in Black», «T.N.T.», «You Shook Me All Night Long» и им подобных сейчас не так уж сложно найти в концертном исполнении. В то же время на сборнике были и песни, которые не относятся к стандартному концертному сету и которые редко можно услышать вживую, и было бы намного лучше сделать акцент именно на подобном материале. Также критически немецкое издание отнеслось и к третьей части Family Jewels: «Смысл клиповой компиляции довольно сложно разобрать во времена ютуба и ему подобных сервисов». Кроме того, журналу не понравилось, что в дополнительных материалах о создании видеоклипов отсутствовали не только голосовой перевод на немецкий язык, но даже субтитры. Бьорн Бакес из Powermetal.de, напротив, радовался возможности услышать «такие номера, как „Guns for Hire“ и „This House Is on Fire“, которые не появлялись после тура 1983 года», а также запрещённый после терактов 11 сентября «Safe in New York City». И расстроился отсутствию в стандартной версии бокс-сета «легендарного концерта в Circus Krone». Более консервативные ресурсы, к примеру Billboard и Q, резюмировали, что концертные материалы, и в особенности запись выступления в Мюнхене 2003 года, показывает группу в своей истинной стихии, и безупречное исполнение объясняет, почему она по-прежнему остаётся одним из самых захватывающих музыкальных коллективов на сцене.
Итоговые выводы специалистов о целесообразности покупки Backtracks также разнились. Under the Radar признавал, что набор в делюкс-версии стоит своей цены, но самые циничные найдут для себя наибольшую ценность в загрузке первых семи песен первого диска с дистрибьютора цифровой музыки по своему выбору. Кристофер Портер из The Washington Post, сравнивая две версии комплектации бокс-сета, рассудил, что стандартное издание никому не нужно, поскольку делюксовая версия намного круче. Но тем не менее, с позиции журналиста, единственной причиной выложить за неё немалую сумму было стремление обладать «собирающим пыль тотемом удивительности». Адриан Бегран, колумнист международного электронного журнала PopMatters, в преамбуле согласился с общей точкой зрения, что «этот пакет чертовски крут» и что группа знает, как продать свой бренд, но и дал следующую оценку: «В целом, Backtracks — не совсем та сокровищница, о которой фанаты могли мечтать все эти годы, и, возможно, было бы лучше предложить им полное ремастированное переиздание первых четырёх австралийских альбомов AC/DC вместо мешанины из одиночных компакт-дисков или копнуть немного глубже в концертные/студийные закрома». В заключении он отметил: «Тем не менее, несмотря на некоторые неровности на пути, это всё же очень весёлая семи-восьмичасовая поездка, которая ближе к тому, чтобы воздать фанатам сполна от затраченных средств, чем некоторые могут подумать». Автор рецензии с немецкого авторитетного сайта Metal.de тоже похвалил умелый расчёт выпускающего лейбла, подгадавшего выход коллекции в преддверии католического Рождества и квалифицировал его как идеальный рождественский подарок для фанатов ансамбля. Тобиас Гербер из Metal Hammer подытожил: «Backtracks предоставляет фанату довольно много увлекательного, но всё же рекламируемая большая коллекция раритетов является таковой только в ограниченной степени. Её всё равно стоит купить, хотя бы потому что одна только часть Studio Rarities стоит потраченных денег». Наконец, Бьорн Бакес из Powermetal.de выразил свой взгляд: «Новый бокс-сет от AC/DC? Австралийская икона рифф-рока установила стандарты для такого начинания, выпустив Bonfire добрых 10 лет назад. С Backtracks братья Янг поднимают планку…у вас должен быть этот материал, если вы цените группу и особенно их старые работы».

## Позиции в хит-парадах
Еженедельные чарты:
| Чарт                                 | Высшая позиция | Пребывание в чарте |
| Год                                  | Чарт           | Позиция            |
| ------------------------------------ | -------------- | ------------------ |
| Австралия (ARIA)                     | 16             | 8 недель           |
| Австрия (Ö3 Austria)                 | 31             | 5 недель           |
| Бельгия/Валлония (Ultratop)          | 34             | 7 недель           |
| Бельгия/Фландрия (Ultratop)          | 55             | 9 недель           |
| Великобритания (UK Albums Chart)     | 134            | нет данных         |
| Германия (Offizielle Top 100)        | 10             | 12 недель          |
| Греция (IFPI)                        | 12             | 7 недель           |
| Испания (PROMUSICAE)                 | 18             | 16 недель          |
| Италия (Classifica album)            | 83             | 1 неделя           |
| США (Billboard 200)                  | 39             | 2 недели           |
| США (Billboard Top Hard Rock Albums) | 6              | 5 недель           |
| США (Billboard Top Rock Albums)      | 14             | 2 недели           |
| Швеция (Sverigetopplistan)           | 16             | 5 недель           |
| Швейцария (Schweizer Hitparade)      | 24             | 4 недели           |

Годовые чарты:
| Чарт (2009)      | Высшая позиция |
| ---------------- | -------------- |
| Австралия (ARIA) | 90             |

## Продажи и сертификация
| Страна    | Продажи | Статус  |
| --------- | ------- | ------- |
| Австралия | 35 000  | золотой |

## Комментарии
1. ↑  Бон Скотт лично давал такую же характеристику в своём интервью австралийскому музыкальному журналу RAM[англ.] 26 августа 1976 года[43].